# Alex Sawyer
Alex Sawyer (Kent, 13 de fevereiro de 1993) é um ator inglês que é mais conhecido por interpretar Alfie Lewis na série House of Anubis. 
Alex nasceu em Kent de uma mãe ganesa e um pai inglês. Ele frequentou a Aberdour School em Burgh Heath e a King's College School em Wimbledon.

## Carreira
Ele começou a atuar com nove anos de idade quando ele estava em uma produção de Oliver! como um dos coralistas em um teatro local. Ele já participa de aulas no Laine Theatre Arts desde os onze anos, e ao aparecer em uma produção da escola de Blue Orange foi sondado por um agente, iniciando sua carreira como ator profissional. Atualmente interpreta Alfie Lewis em House of Anubis.